# Мотис, Андреа
Андреа Мотис (исп. Andrea Motis; род. 9 мая 1995) — испанская джазовая певица и трубач, поющая на каталонском, испанском, португальском и английском языках.

## Карьера
С семи лет талант Мотис развивался в музыкальной школе в муниципальной музыкальной школе Сан-Андреу, района Барселоны, где она стала ведущим трубачом ансамбля школы, а затем саксофонистом. В 2007 году, когда ей было двенадцать, она начала сотрудничать с джаз-бэндом Sant Andreu Jazz Band под руководством педагога и музыканта Жоана Чаморро.
В 2010 году в возрасте пятнадцати лет она записала джазовый альбом Joan Chamorro presents Andrea Motis. В 2012 году она записала второй самостоятельный альбом Feeling Good. Она дебютировала на мейджор-лейбле с Emotional Dance (Impulse!, 2017).

## Дискография
- Joan Chamorro presenta Andrea Motis (Temps, 2010)
- Marato de TV3 (2011)
- Feeling Good with Joan Chamorro (Temps, 2012; Whaling City Sound, 2015)[3]
- Motis Chamorro Quintet Live at Jamboree (Swit, 2013)
- Coses Que Es Diuen Però Que No Es Fan (DiscMedi, 2014)
- Motis Chamorro Big Band Live (2014)
- Live at Casa Fuster (2014)
- Live at Palau de la Música (Jazz to Jazz, 2015)
- He’s Funny That Way (Impulse!, 2016)
- Emotional Dance (Impulse! Records, 2017)[5]
- Concert de les Festes Majors d’Amposta 2018 amb Andrea Motis e Joan Chamorro Quartet (YouTube)[6]
- Do Outro Lado Do Azul (Verve, 2019)